# 约恩·克拉布
约恩·克拉布（英語：Jørn Krab，1945年12月3日—），丹麦男子赛艇运动员。他曾代表丹麦参加1968年夏季奥林匹克运动会赛艇比赛，获得男子双人单桨有舵手铜牌。

## 家庭
弟弟普雷本·克拉布。